# Bernd M. Samland
Bernd M. Samland (* 14. Februar 1959 in Hildesheim) ist ein deutscher Unternehmer und Marketingwissenschaftler mit dem Spezialgebiet „Entwicklung von Markennamen“.

## Ausbildung und beruflicher Werdegang
Samland studierte an der Universität Trier (Politikwissenschaft, Volkswirtschaftslehre und Linguistik) und der University of Kansas (Communications) in den USA.
Nach dem Studium arbeitete Samland zunächst als Journalist bei RTL plus in Luxemburg, bevor er ins Marketing wechselte. Er war Mitgründer der Werbeagentur Dietz & Partner sowie in leitenden Positionen bei verschiedenen Medienunternehmen tätig, unter anderem als Marketing- und Pressechef von RTL-Radio, Geschäftsführer der Deutschlandfunk-Marketing GmbH und als Kommunikationschef von VOX.

## Namensentwicklung
1994 machte sich Samland als Namensentwickler selbstständig. Seitdem hat er nach eigenen Angaben über 2000 Markennamen entwickelt, darunter:
- Unternehmensmarken wie Alpiq[9], Arvato[10], ProSieben[2], Remondis[11], Serways[12], Tenovis[10], VOX und Westnetz[9]
- Online-Marken wie Parship[13]
- Marken für TV-Formate wie taff[10]
- Marken für Immobilienprojekte wie Coloneum[14]
- Modemarken wie Lascana[11]
- Kindermarken wie Toggo[15][16][17]
- Automodelle wie Opel Mokka[11], Volkswagen Rockton[18] und Volkswagen Tiguan[19]

## Akademische Tätigkeit
Samland ist regelmäßiger Gastdozent an der Universität zu Köln und an der EBS Universität für Wirtschaft und Recht im Rahmen der Markenakademie des Markenverbandes. Darüber hinaus hat Samland diverse Lehraufträge unter anderem am Management Center Innsbruck, an der TU-Graz und an der Rheinischen Hochschule Köln inne.
Samland promovierte 2010 an der Universität Rostock zum Dr. phil. mit einer Dissertation zum Thema „Der Google-Effekt: Die Bildung markenspezifischer Verben“.

## Publikationen
- Naming für E-Brands, in: Hans-Christian Riekhoff (Hrsg). E-Branding-Strategien, Wiesbaden (Gabler) 2001, S. 132–142, ISBN 978-3-409-18993-4
- Unverwechselbar. Name, Claim & Marke. Strategien zur Entwicklung erfolgreicher Markennamen und Claims, Planegg/München (Haufe) 2006, ISBN 978-3-448-07256-3
- Die Sprache der Werbung: Ein schmaler Grat zwischen Genialität und Blödsinn, in: Christoph Moss (Hrsg.) Die Sprache der Wirtschaft, Heidelberg (VS-Verlag f. Sozialwissenschaft) 2009, S. 57–71, ISBN 978-3-531-16004-7
- Der gute Name zählt – Handelsmarken vs. Markenartikel im Einzelhandel unter dem Aspekt der Wahl ihrer Namen, in: Hans-Christian Riekhoff (Hrsg.) Retail Business, Wiesbaden (Springer Gabler) 3. Aufl. 2013, S. 175–185, ISBN 978-3-8349-4554-9
- Der Google-Effekt. Die Bildung markenspezifischer Verben, Berlin (Logos) 2010, ISBN 978-3-8325-2374-9
- Übersetzt du noch oder verstehst du schon? Werbeenglisch für Anfänger, Freiburg i. B. (Herder) 2011, ISBN 978-3-95666-047-4
- Naming für erfolgreiche Marken. Strategisches Benennungsmarketing in Theorie und Praxis, Freiburg i. B. (Haufe) 2020, ISBN 978-3-648-14532-6
- Warum heißt die Marke so? 100 spannende Storys, harte Facts und interessante Insights rund um bekannte Markennamen, Königswinter/Frankfurt (Heel/dfv) 2024, ISBN 978-3-7588-0003-0